# Zouk Machine
Zouk Machine est un trio féminin de zouk, originaire de la Guadeloupe, notamment connu pour les titres Maldòn (la musique dans la peau), no 1 en 1990 avec plus d'un million d'exemplaires, Sa ké cho, no 9 en 1991, et DJ, no 16 en 1992. Le groupe a classé quatre titres et trois albums dans le Top 50 entre 1990 et 1995.

## Les débuts (1986-1988)
Le groupe est fondé par les deux membres du groupe Expérience 7, Guy Houllier et Yves Honoré.  
Appréciant Jocelyne Béroard du groupe vedette Kassav', ils ont l'idée de former en 1986 un groupe féminin avec les 3 choristes du groupe : Joëlle Ursull, Christiane Obydol et Dominique Zorobabel. 
Le groupe Zouk Machine connaît le succès en Guadeloupe dès son premier album avec le titre Sové Lanmou en 1986.
À la suite de divergences, Joëlle Ursull quitte le groupe et se dirige vers une carrière solo. Le point culminant de sa carrière sera sa deuxième place (ex æquo avec le chanteur irlandais Liam Reilly) au concours Eurovision 1990 pour la France, avec la chanson White and Black Blues, écrite par Serge Gainsbourg et composée par Georges Augier de Moussac.

## Les succès Maldòn et Kréòl (1989-1993)
En 1989, Jane Fostin, issue d'une famille de musiciens guadeloupéens, est recrutée pour continuer l'aventure musicale. Le groupe enregistre un deuxième album contenant Maldòn.
Les trois chanteuses remplissent ensuite le Centre des arts de Guadeloupe pour un concert avec Tanya Saint-Val et Expérience 7. L'album se vend alors à plus de cent mille exemplaires rien qu'aux Antilles. Après une signature chez BMG, le succès du groupe dépasse largement la communauté antillaise et le milieu du Zouk Industriel. Le remix du titre Maldòn (La musique dans la peau) restera ainsi numéro 1 au Top 50 durant neuf semaines en 1990, devenant ainsi le titre Zouk Industriel le plus vendu de tous les temps, encore à ce jour, avec plus d'un million de singles vendus et un disque de platine. BMG décide de sortir une compilation des deux premiers albums avec notamment les titres Zouk Machine, Sé Sa an vlé, Ouké rivé, Lanmou Soley. L'album est certifié Disque de platine avec plus de 600 000 exemplaires vendus. Elles se produisent au Zénith de Paris et sur les plateaux des émissions de télévision françaises.
Suivent des tournées dans plusieurs pays et, en 1991, l'album KREOL (certifié disque d'or) avec les singles Saké Cho classé numéro 9 et DJ classé numéro 16 des meilleures ventes de single.

## L’échec Clin d’œil (1994)
En 1994, sort le dernier album avec les membres fondateurs Guy Houllier et Yves Honoré, Clin d'œil avec les singles A.C. et Komann. Cet album, et les singles extraits ne rencontrent pas le succès. Dans le même temps, le groupe collabore avec Maxime Le Forestier sur le titre Passer ma route (no 7 en 1995), Julien Clerc sur le titre Utile et réadapte un titre de Bonnie Tyler pour la BO d'Astérix et les Indiens : Au revoir.

## La scission du groupe: une carrière plus confidentielle (1995-2008)
En 1995, BMG rend son contrat au groupe à la suite de l'échec du dernier album et sort un Best of qui rencontre son public et devient disque d'or. Par la suite, Jane Fostin quitte définitivement le groupe pour se lancer dans une carrière solo. Elle connaîtra plusieurs succès, dont La Taille de ton amour classé numéro 11.
Christiane Obydol et Dominique Zorobabel décident de continuer le groupe à deux. En 1998, Dominique Zorobabel sort un album solo, Pou lanmou. En 1999, Zouk Machine propose un nouvel album, Sept nuits blanches, qui reprend sept des meilleurs titres du groupe et sept nouvelles compositions originales dont 6 titres réalisés par Dion Henderson.
Christiane et Dominique participent également à divers projets en solo tels que Bonne fête Papa et Hommage à Gilles Floro pour Christiane Obydol et Noël gospel pour Dominique Zorobabel avec Tanya Saint-Val (reprise gospel d'airs de Noël traditionnels antillais). En 2000, BMG sort une nouvelle compilation, Les essentiels, qui reprend les plus grands succès du groupe. En 2006, Dominique Zorobabel arrête l'aventure pour se consacrer à sa carrière solo et à sa famille.
Après l'engagement de deux nouvelles chanteuses, Claudine Pennont et Béatrice Poulot, annoncées comme les nouvelles Zoukettes notamment pour un concert au Nouveau Casino, Christiane Obydol se sépare des deux nouvelles recrues et décide en septembre 2007 de continuer seule l'aventure « Zouk Machine ».

## Réinvention en solo du groupe (depuis 2008)
Christiane termine l’album Koud’Soley qui sort en juin 2008 chez Milan Music. Christiane ré-enregistre à cette occasion les grands succès du groupe et enregistre un titre original, M'Moi, composé par Christophe Maé et Bruno Dandrimont, dont elle écrit le texte. Ce titre sort en juin 2008 et se classe 33e des ventes de singles. Elle s'adjoint les services de deux nouvelles choristes pour assurer les spectacles, Layko et Lior.
Le titre Maldòn a été utilisé en 2011 dans la publicité télévision et Internet de la Renault Mégane.
Maldòn connait un nouveau succès près de vingt-cinq ans après son enregistrement, durant l'été 2013, avec la reprise le groupe Tropical Family qui se classe alors 13e des ventes de singles.
Depuis 2015, Christiane Obydol participe à la tournée Top 50, aux côtés d'artistes des années 1980 et 1990. Elle participe en parallèle à des galas partout en France,.

## Composition du groupe
- Christiane Obydol : depuis 1986
- Dominique Zorobabel : 1986 à 2006
- Joëlle Ursull : 1986 à 1988
- Jane Fostin : 1988 à 1995
- Claudine Pennont : 2006 à 2008
- Béatrice Poulot : 2006 à 2008

## Discographie

### Albums studios
- 1986 : Zouk Machine-Background Expérience 7
- 1988 : Zouk Machine-Background Expérience 7
- 1989 : Maldòn #1 Top 50
- 1991 : Kréòl #24 Top 50
- 1994 : Clin d'œil Non classé au top 100 [3]
- 1999 : 7 Nuits blanches
- 2008 : Koud'Soley

### Best of
- 1995 : Le Best of Zouk Machine #20 Top 50
- 2002 : Les Essentiels
- 2016 : Anthologie Live[16]

### Singles, maxi CD, 45 T, maxi 45 T
- 1986 : Sové Lanmou
- 1987 : Zouk Machine
- 1987 : Eskize Mwen
- 1990 : Maldòn (la musique dans la peau) #1 Top 50
- 1990 : Ou ké rivé #15 Top 50[17]
- 1991 : Saké Cho #9 Top 50[1]
- 1992 : DJ #16 Top 50[2]
- 1994 : A.C.
- 1994 : Kommann ka lancé SOS
- 1995 : Au Revoir (Bande originale du film d'animation Astérix et les Indiens)
- 1996 : SKC baby love
- 1999 : The Fool
- 2008 : M'Moi #33 Top 50[11]